# كيم جيه. هنريكسن
كيم جيه. هنريكسن (بالدنماركية: Kim J. Henriksen)‏ (و. 1960  م) هو مغني، وناشط إسبرانتو دنماركي، ولد في كوبنهاغن، يستخدم آلات قيثارة، بدأ مشواره المهني سنة 1983.

## روابط خارجية
- كيم جيه. هنريكسن على موقع ميوزك برينز (الإنجليزية)